# ریدال (پنسیلوانیا)
ریدال (به انگلیسی: Rydal) یک منطقهٔ مسکونی در ایالات متحده آمریکا است که در پنسیلوانیا واقع شده‌است. ریدال ۶۷٫۹۷ متر بالاتر از سطح دریا واقع شده‌است.